# Carl August Stenholm
Carl August Stenholm, född 21 november 1843 i Asarums församling, Blekinge län, död 22 februari 1884 i Gävle, var en svensk pastor inom Metodistkyrkan, som var verksam i Sverige och USA. Han var även sångtextförfattare till andliga sånger och redaktör för Lilla Sändebudet.

## Sånger
- Livet försvinner i hast som en dröm (1874) Finns på Wikisource.
- Wikisource har originalverk som rör Carl August Stenholm.